# Bérmálás

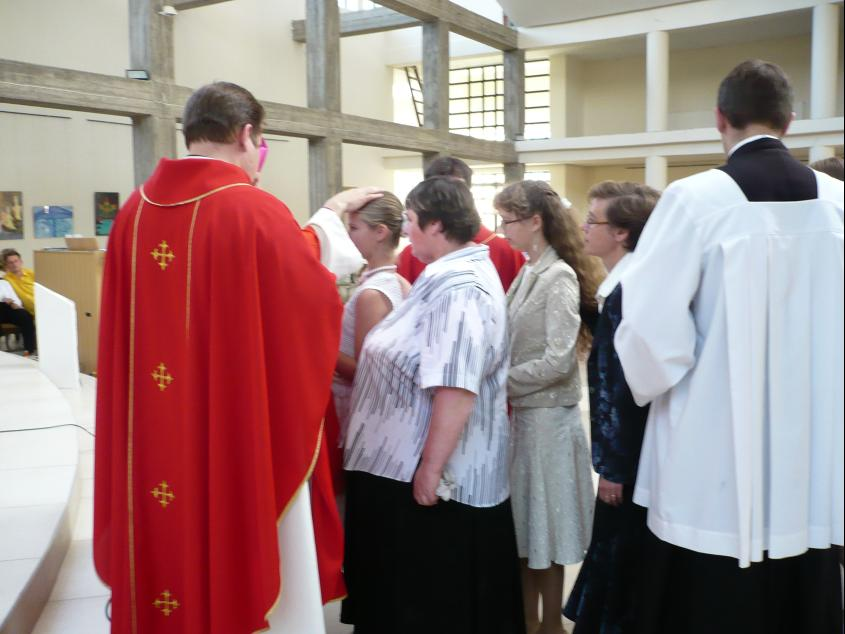
Katolikus bérmálás ceremóniája Litvániában. A bérmálás szentségét felveheti minden megkeresztelt, elsőáldozásban részesült, de még meg nem bérmált személy

A katolikus egyházban a bérmálás (latinul confirmatio, jelentése ’megerősítés’) olyan szertartás, melynek során kézrátétel vagy felkenés útján közvetítik a Szentlélek ajándékait a bérmálkozó számára. A Szentlélekben megerősítés keresztény felekezetek által használt általános elnevezése konfirmáció (amely egy latin eredetű nemzetközi vándorszó), a magyar és a környező szláv nyelveken a katolikus konfirmációt bérmálásnak (cseh: biřmování, lengyel: bierzmowanie, szlovák: birmovanie) nevezik. A szláv nyelvek a latin confirmatio középső -firm- szótagját (tövét) vették át az elferdített birm alakban (toldalékkal kiegészülve birmatovaty), később ez került be a magyarba és alakultak ki belőlük a bérmál, bérmálás szavunk.
A konfirmáció – magyar katolikus szóhasználatban tehát a bérmálás – a katolikus, ortodox, antikhalkedóni és anglikán felekezeteknél szentség. A katolikusoknál a hét szentség egyike. A református és evangélikus egyházak nem használják a bérmálás elnevezést ugyanerre a szertartásra, ami ezen egyházak esetében nem tartozik az általuk elfogadott két szentség közé, s első úrvacsora vételére ekkor kerül sor. A keleti szertartásokban a gyermekek keresztény beavatása a keresztséggel kezdődik, és azonnal követi a bérmálás és az elsőáldozás. Ezzel szemben a római szertartásban a keresztség után évekig tartó hitoktatást követően kapják az eukharisztiát elsőáldozás formájában, majd ugyancsak hosszas katekézis után, püspök jelenlétében a bérmálást, keresztény beavatásuk csúcspontjaként.

## Bibliai alapja
Már az ószövetségi próféták szólnak arról, hogy az Úr Lelke lesz a várt Messiáson. S valóban, a Szentlélek szállt Jézusra, amikor megkeresztelkedett Keresztelő Jánosnál. Ez volt a jel, ezzel vált jellé ő maga, ezért tudjuk, hogy Ő az, akit várt a világ. A Lélekben való teljesség nemcsak a Messiás sajátja. Krisztus, szeretete által, a Szentháromság egységébe vonja az embert. A Krisztus által ígért Vigasztalót az első pünkösdkor ismerték meg azok, akik hittek az apostolok igehirdetésében. Ettől az időtől fogva az apostolok az újonnan megkeresztelkedettekkel kézrátétel által közölték a Lélek ajándékát.

## Római katolicizmus
A püspöki kézrátételt a katolikus tanítás a bérmálás szentségének eredeteként tartja számon. A bérmálás szentségét minden megkeresztelt, Oltáriszentségben részesült és meg nem bérmált hívő fölveheti, és kell is hogy fölvegye, mégpedig „időben” – szól a katolikus kánon tanítása.

### A Szentlélek befogadásának ideje
Korábban egészen fiatalok, szinte gyermekek is részesülhettek a bérmálás szentségében. Régebben, amikor az utazás korántsem volt olyan egyszerű, mint ma, a püspökök csak öt-hat évenként vállalkozhattak több héten át tartó, faluról falura járó bérmáló körútra. Így biztonságosabb volt akkor megbérmálni a fiatalokat, amikor erre lehetőség kínálkozott, mint éveket várni.
Magyarország legtöbb egyházmegyéjében hetedikes, nyolcadikos korban részesítik a felkészült fiatalokat a bérmálás szentségében, előtte semmiképpen sem. De tudunk olyan törekvésről is, amely a tizennyolcadik életév környékére teszi a bérmálás felvételének legalkalmasabb idejét.

### Részvétel
Bérmáláshoz érett korban levő (14. évét betöltött) személy járulhat. Részt vesznek benne a bérmálkozó, a szülők, a kereszt- és bérmaszülők, a hitoktató, a plébános és az egész egyházközség.

## Megkenés krizmával

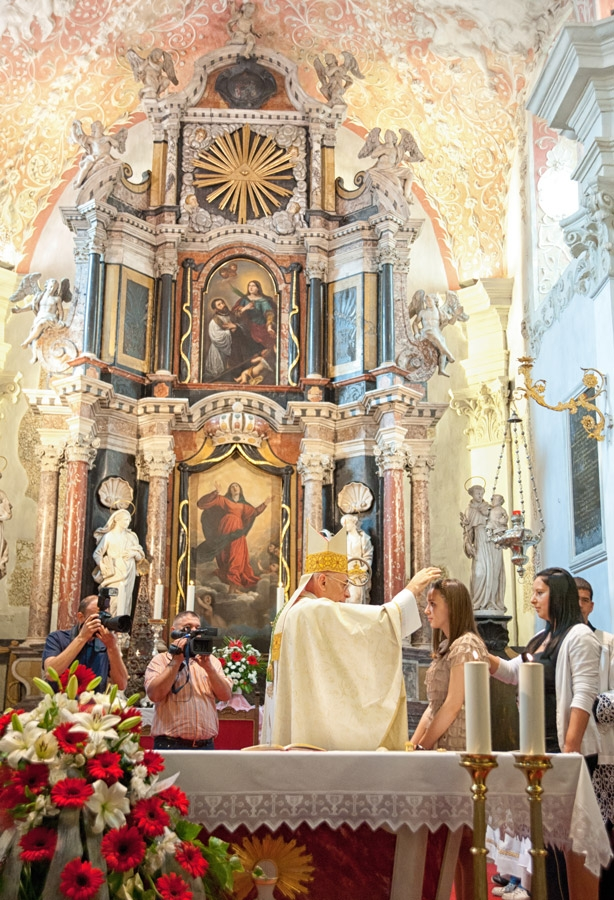
Msgr. Ivan Devčić püspök Mária mennybevitelének templomában Fiume városában krizmával a lelki pecsétet a bérmálkozó lelkébe belenyomja

A katolikus bérmálkozó a püspök elé áll (vagy ő lép hozzá). A bérmaszülő mögötte áll, és a vállára teszi a kezét. Ezzel kifejezi, hogy felelősséget vállal a bérmálkozóért. A püspököt kísérő pap vagy maga a bérmálkozó megmondja bérmanevét. Ekkor a püspök a bérmálkozó fejére teszi kezét, s krizmába mártott hüvelykujjával keresztet rajzol homlokára e szavakkal: „(a bérmanevet mondja), vedd a Szentlélek ajándékának jelét!” A bérmálkozó felelete: „Ámen”. A püspök mint új, nagykorú keresztényt így köszönti: „Békesség veled!” A bérmálkozó felelete: „És a te lelkeddel!”

## Ortodox kereszténység
Az ortodox egyházban mindig a kereszteléssel együtt végzik. Úgy szolgáltatják ki a bérmálás szentségét, a Szentlélek ajándékát, hogy a test minden részét megkenik egy különleges olajjal, amelyet Szent Kenetnek hívnak. Ezt az olajat, Miront (mirrhát, müront) az egyház püspökei készítik el nagycsütörtökön (lásd még: Szentségek az ortodox egyházban).